# 漢龍地產
漢龍地產 (TP Dragon Properties) 於2017年1月9日正式開業。漢龍地產店舖位於香港大角咀富榮花園，鄰近奧運站二期期商場，三期商場及海富商場。
漢龍地產為香港地產代理商總會及香港(國際)地產商會會員。